# Cantone di Saint-Fons
Il Cantone di Saint-Fons era una divisione amministrativa dell'arrondissement di Lione.
È stato soppresso a seguito della riforma complessiva dei cantoni del 2014, che è entrata in vigore con le elezioni dipartimentali del 2015.
Comprendeva i comuni di:
- Corbas
- Feyzin
- Saint-Fons
- Solaize